# Draft de la NBA de 1958
El Draft de la NBA de 1958 fue el duodécimo draft de la National Basketball Association (NBA). El draft se celebró el 22 de abril de 1958 antes del comienzo de la temporada 1958-59. 
En este draft, ocho equipos de la NBA seleccionaron a jugadores amateurs del baloncesto universitario. En cada ronda, los equipos seleccionaron en orden inverso al registro de victiorias-derrotas en la temporada anterior. El draft consistió de diecisiete rondas y 88 jugadores fueron seleccionados.

## Selecciones y notas del draft
Elgin Baylor, de la Universidad de Seattle, fue seleccionado en la primera posición por Minneapolis Lakers, y ganó el Rookie del Año de la NBA en su primera temporada. Guy Rodgers, de la Universidad de Temple, fue seleccionado antes del draft como la elección territorial de Philadelphia Warriors. Dos jugadores de este draft, Elgin Baylor y Hal Greer, fueron incluidos posteriormente en el Basketball Hall of Fame. Frank Howard, de la Universidad Estatal de Ohio, fue escogido en la tercera ronda por Philadelphia Warriors, pero optó por dedicarse al béisbol y disputó dieciséis temporadas en la Major League Baseball (MLB).

## Leyenda
|  | Denota jugador miembro del Basketball Hall of Fame                   |
|  | Denota jugador que ha sido seleccionado al menos en un All-Star Game |
|  | Denota jugador que nunca ha jugado en la NBA                         |

## Draft

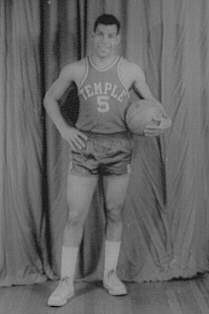
Guy Rodgers fue seleccionado por Philadelphia Warriors como elección territorial.

| Ronda | Pick | Jugador         | Posición | Nacionalidad   | Equipo                          | Universidad    |
| ----- | ---- | --------------- | -------- | -------------- | ------------------------------- | -------------- |
| T     | –    | Guy Rodgers     | G        | Estados Unidos | Philadelphia Warriors           | Temple         |
| 1     | 1    | Elgin Baylor    | F        | Estados Unidos | Minneapolis Lakers              | Seattle        |
| 1     | 2    | Archie Dees     | F/C      | Estados Unidos | Cincinnati Royals               | Indiana        |
| 1     | 3    | Mike Farmer     | F        | Estados Unidos | New York Knicks (desde Detroit) | San Francisco  |
| 1     | 4    | Pete Brennan    | F        | Estados Unidos | New York Knicks                 | North Carolina |
| 1     | 5    | Connie Dierking | F/C      | Estados Unidos | Syracuse Nationals              | Cincinnati     |
| 1     | 6    | Dave Gambee     | F        | Estados Unidos | St. Louis Hawks                 | Oregon State   |
| 1     | 7    | Bennie Swain    | F        | Estados Unidos | Boston Celtics                  | Texas Southern |
| 2     | 8    | Steve Hamilton  | F/C      | Estados Unidos | Minneapolis Lakers              | Morehead State |
| 2     | 9    | Vernon Hatton   | G        | Estados Unidos | Cincinnati Royals               | Kentucky       |
| 2     | 10   | Barney Cable    | F        | Estados Unidos | Detroit Pistons                 | Bradley        |
| 2     | 11   | Joe Quigg       | F/C      | Estados Unidos | New York Knicks                 | North Carolina |
| 2     | 12   | Lloyd Sharrar   | C        | Estados Unidos | Philadelphia Warriors           | West Virginia  |
| 2     | 13   | Hal Greer       | G/F      | Estados Unidos | Syracuse Nationals              | Marshall       |
| 2     | 14   | Hub Reed        | F/C      | Estados Unidos | St. Louis Hawks                 | Oklahoma City  |
| 2     | 15   | Jimmy Smith     | F        | Estados Unidos | Boston Celtics                  | Franciscan     |

## Otras elecciones
La siguiente lista incluye otras elecciones de draft que han aparecido en al menos un partido de la NBA.
| Ronda | Pick | Jugador          | Posición | Nacionalidad   | Equipo                | Universidad     |
| ----- | ---- | ---------------- | -------- | -------------- | --------------------- | --------------- |
| 3     | 16   | Boo Ellis        | F        | Estados Unidos | Minneapolis Lakers    | Niagara         |
| 3     | 17   | Bucky Bockhorn   | G        | Estados Unidos | Cincinnati Royals     | Dayton          |
| 3     | 22   | Wayne Embry      | F/C      | Estados Unidos | St. Louis Hawks       | Miami (OH)      |
| 4     | 27   | Johnny Cox       | G        | Estados Unidos | New York Knicks       | Kentucky        |
| 4     | 29   | Tommy Kearns     | G        | Estados Unidos | Syracuse Nationals    | North Carolina  |
| 5     | 36   | Don Ohl          | G        | Estados Unidos | Philadelphia Warriors | Illinois        |
| 6     | 42   | Shellie McMillon | F        | Estados Unidos | Detroit Pistons       | Bradley         |
| 7     | 49   | Wayne Stevens    | F        | Estados Unidos | Cincinnati Royals     | Cincinnati      |
| 8     | 60   | Tom Brennan      | F        | Estados Unidos | Philadelphia Warriors | Villanova       |
| 9     | 64   | Larry Staverman  | F        | Estados Unidos | Cincinnati Royals     | Villa Madonna   |
| 10    | 70   | Jack Parr        | C        | Estados Unidos | Cincinnati Royals     | Kansas State    |
| 12    | 81   | Joe Buckhalter   | F        | Estados Unidos | St. Louis Hawks       | Tennessee State |
| 15    | 85   | Adrian Smith     | G        | Estados Unidos | Cincinnati Royals     | Kentucky        |

## Traspasos
1. ↑  Antes del draft, New York Knicks adquirió la primera ronda de Detroit Pistons, que fue usada para seleccionar a Mike Farmer, a cambio de Dick McGuire.[5][6]